# Adriano Angeloni
Adriano Angeloni (* 31. Januar 1983 in Frascati) ist ein ehemaliger italienischer Radrennfahrer.

## Sportliche Laufbahn
Adriano Angeloni wurde 2005 italienischer Meister im Straßenrennen der U23-Klasse. Ab 2006 fuhr er für das Professional Continental Team Ceramica Flaminia. In der Saison 2007 gewann er das Eintagesrennen Giro del Medio Brenta. Ab 2010 fuhr er für das ungarische Continental Team Betonexpressz 2000-Universal Caffé. In seinem ersten Jahr dort gewann er das dritte Rennen der Challenge du Prince in Marokko, die Trophée de la Maison Royale. 2011 beendete er seine Radsportlaufbahn.

## Erfolge
2005
- Italienischer Meister – Straßenrennen (U23)

2007
- Giro del Medio Brenta

2010
- Challenge du Prince – Trophée de la Maison Royale

## Teams
- 2006 Ceramica Flaminia
- 2007 Ceramica Flaminia
- 2008 Ceramica Flaminia-Bossini Docce
- 2009 Ceramica Flaminia-Bossini Docce
- 2010 Betonexpressz 2000-Universal Caffé / Tecnofilm-Betonexpressz 2000
- 2011 Ora Hotels Carrera